# ليام روبرتس
ليام روبرتس (بالإنجليزية: Liam Roberts) هو لاعب كرة قدم بريطاني في مركز حراسة المرمى، ولد في 24 نوفمبر 1994 في والسال في المملكة المتحدة. لعب مع نادي ساوثبورت ونادي والسول.

## وصلات خارجية
- ليام روبرتس على موقع قاعدة بيانات كرة القدم.إي يو (الإنجليزية)
- ليام روبرتس على موقع Soccerbase.com (لاعب) (الإنجليزية)